# The Coasters
The Coasters er en amerikansk rhythm and blues/rock and roll vokalgruppe, der havde en række af hits i slutningen af 1950'erne. Gruppen fik en række hits skrevet af sangskriverparret Leiber and Stoller, der blandt andet skrev gruppens største hits "Yakety Yak", "Down in Mexico og "Searchin'". Selvom The Coasters havde sin oprindelse udenfor mainstream doo-wop blev gruppens plader og stil imiteret i en sådan grad, at gruppen anses som en vigtig del af inspirationen til doo-wop genren op gennem 1960'erne.

## Historie
The Coasters blev dannet i oktober 1955 som et spin-off af The Robins, en R&B-gruppe fra Los Angeles med bl.a. Carl Gardner og Bobby Nunn.
Sangskriverteamet Jerry Leiber og Mike Stoller havde etableret Spark Records og producerede i 1955 "Smokey Joe's Cafe" for The Robins Pladen var en succes og fik Atlantic Records til at tilbyde Leiber og Stoller en kontrakt om at producere The Robins for Atlantic. The Robins blev herefter reorganiseret til The Coasters og i slutningen af 1957 flyttede gruppen til New York. Samarbejdet med Leiber og Stoller var en øjeblikkelig succes. Parret skrev en række humoristiske fortællende sange til gruppen, der var nogle af de mest underholdende fra den oprindelige æra af rock and roll.
Gruppens første single, "Down in Mexico," var et R&B-hit i 1956. Sangen er siden blevet benyttet i bl.a. soundtracket til Quentin Tarantinos Death Proof. Herefter fik gruppen succes også udenfor det sorte R&B-segment med singlen "Young Blood"/"Searchin'." "Searchin'" var gruppens første Top 10 hit og lå på toppen af R&B-hitlisten i 13 uger, og var den bedst sælgende R&B-single i 1957.
"Yakety Yak" (indspillet i New York) havde King Curtis med på tenorsaxofon og blev gruppens eneste nr. 1 single på Billboard Hot 100 og toppede også R&B-listen. Den næste single, "Charlie Brown," blev nr. 2 på begge lister. Herefter fulgte "Along Came Jones", "Poison Ivy" (nr. 1 på R&B-listen) og "Little Egypt (Ying-Yang)".
I 1960'erne skiftede smagen og gruppens popularitet dalede. Der skete en række udskiftninger i gruppens besætning. The Coasters skiftede fra Atlantics label Acto Records til Columbia Records' label Date i 1966, og gruppen blev genforenet med Leiber og Stoller, der havde forladt Atlantic Records i 1963, men gruppen fik aldrig genvundet sin tidligere popularitet. Gruppen fik i 1971 et mindre hit med "Love Potion No. 9" og i 1994 blev gruppen "Sorry But I'm Gonna Have To Pass" anvendt i en reklame for Volkswagen i Storbritannien, hvilket også gave et mindre hit.
I 1987 blev The Coasters som den første gruppe optaget i Rock and Roll Hall of Fame. De optagne medlemmer var medlemmerne fra konstellationen fra 1958. Gruppen blev i 1999 optaget i Vocal Group Hall of Fame.
Flere grupper har turneret under navnet, selvom det oprindelige medlem Carl Gardner havde rettighederne til navnet. Gardner turnerede selv under navnet og forsøgte at stoppe "kopi-grupperne" der ofte ikke havde nogen forbindelse til navnet og den oprindelige gruppe.
Leon Hughes er det eneste overlevende medlem af det originale Coasters. Nogle af medlemmerne fik en tragisk skæbne. Saxofonisten og "den femte Coaster" King Curtis blev stukket ned og dræbt af to junkier udenfor sit hjem i 1971. Cornelius Gunter blev skudt og dræbt i et parkeringshus i Las Vegas i 1990. Nate Wilson blev skudt og dræbt i 1980.
Den tidligere manager Patrick Cavanaugh blev dømt for mordet på Wilson. Wilson skulle angiveligt have truet med at melde Cavanaugh til politiet for hans forsøg på at købe møbler med stjålne checks. Cavanaugh blev dødsdømt, men fik dommen ændret til livsvarigt fængsel.

## Discografi

### Studiealbum
- 1957 - The Coasters - Atco LP 33-101
- 1959 - The Coasters' Greatest Hits - Atco LP 33-111 (SD33-111 rechanneled stereo 1960)
- 1960 - The Coasters One By One - Atco LP 33-123 (SD33-123 stereo)
- 1962 - Coast Along with The Coasters - Atco LP 33-135 (SD33-135 alternate stereo edition)
- 1965 - That Is Rock & Roll - Clarion LP 605 (SD-605 stereo)
- 1971 - Their Greatest Recordings: The Early Years - Atco LP SD33-371 (stereo compilation with alternates)
- 1972 - The Coasters On Broadway - King LP KS1146 (stereo)
- 1975 - 16 Greatest Hits - Trip TOP LP 16-7
- 1982 - Young Blood - Atlantic DeLuxe LP AD 2-4003 (mono)

### Hit singler
| 03/1956 | "Down in Mexico"                   | -  | -  | 8  |
| 09/1956 | "One Kiss Led to Another"          | 73 | -  | 11 |
| 05/1957 | "Young Blood" c/w                  | 8  |    | 1  |
| 05/1957 | "Searchin'"                        | 3  | 30 | 1  |
| 11/1957 | "Idol with the Golden Head"        | 64 | -  | -  |
| 06/1958 | "Yakety Yak"                       | 1  | 12 | 1  |
| 02/1959 | "Charlie Brown"                    | 2  | 6  | 2  |
| 05/1959 | "Along Came Jones"                 | 9  | -  | 14 |
| 08/1959 | "Poison Ivy" c/w                   | 7  | 15 | 1  |
| 09/1959 | "I'm a Hog For You"                | 38 | -  | -  |
| 12/1959 | "Run Red Run"                      | 36 | -  | 29 |
| 11/1960 | "What About Us"                    | 47 | -  | 17 |
| 04/1960 | "Bésame Mucho"                     | 70 | -  | -  |
| 06/1960 | "Wake Me, Shake Me"                | 51 | -  | 14 |
| 10/1960 | "Shoppin' for Clothes"             | 83 | -  | -  |
| 02/1961 | "Wait a Minute"                    | 37 | -  | -  |
| 05/1961 | "Little Egypt (Ying-Yang)"         | 23 | -  | 16 |
| 08/1961 | "Girls Girls Girls (Part II)"      | 96 | -  | -  |
| 03/1964 | "T'ain't Nothin' To Me"            | 64 | -  | 20 |
| 12/1971 | "Love Potion Number Nine"          | 76 | -  | -  |
| 08/1994 | "Sorry But I'm Gonna Have To Pass" | -  | 41 | -  |

## Eksterne links
- Those Hoodlum Friends - The Coasters Web Site - Officielt website
- The Coasters på Vocal Group Hall of Fame Arkiveret 1. januar 2008 hos  Wayback Machine
- The Robins - Historie og discografi
- The Coasters på Allmusic
- The Coasters på Discogs
- The Coasters på MusicBrainz